# Marion Tietz
Marion Tietz (n. 17 noiembrie 1952, Berlin, RDG) este o fostă handbalistă est-germană care a participat la Jocurile Olimpice de vară din 1976 și la Jocurile Olimpice de vară din 1980.
În 1976, ea a câștigat medalia de argint cu echipa RDG. Tietz a jucat în toate cele cinci meciuri și a înscris 14 goluri.
Patru ani mai târziu, ea a câștigat medalia de bronz cu formația est-germană. A jucat în toate cele cinci meciuri și a înscris trei goluri.
În 1975 și 1978, Marion Tietz a devenit campioană mondială cu echipa RDG.
În total, Tietz a jucat pentru echipa RDG în 188 de meciuri, în care a înscris 345 de goluri.